# تپه آدی گوزل
تپه آدی گوزل مربوط به سدهٔ ۸–۶ ه.ق است و در شهرستان نقده، بخش مرکزی، دهستان میرآباد، روستای قلعه جوق واقع شده و این اثر در تاریخ ۷ خرداد ۱۳۸۷ با شمارهٔ ثبت ۲۲۸۷۵ به‌عنوان یکی از آثار ملی ایران به ثبت رسیده است.